# Borgstedt
Borgstedt település Németországban, Schleswig-Holstein tartományban. Lakosainak száma 1815 fő (2023. december 31.). Borgstedt Neu Duvenstedt községgel határos.

## Népesség
A település népességének változása:
| Lakosok száma | 1042 | 1565 | 1548 | 1753 | 1802 | 1815 |
|               | 1975 | 2017 | 2019 | 2021 | 2022 | 2023 |